# Villequiers
Villequiers ist eine französische Gemeinde mit 445 Einwohnern (Stand: 1. Januar 2022) im Département Cher in der Region Centre-Val de Loire. Sie gehört zum Kanton Avord (bis 2015: Kanton Baugy) und zum Gemeindeverband Communauté de communes La Septaine.

## Geografie
Villequiers liegt im Berry etwa 31 Kilometer östlich von Bourges. Umgeben wird Villequiers von den Nachbargemeinden 
- Gron im Norden und Nordwesten,
- Couy im Norden und Nordosten,
- Garigny im Osten,
- Mornay-Berry im Osten und Südosten,
- Chassy und Baugy mit Laverdines und Saligny-le-Vif im Süden und im Westen.

## Bevölkerung
| Jahr      | 1793 | 1800 | 1872  | 1906  | 1931 | 1936 | 1946 | 1954 | 1962 | 1968 | 1975 | 1982 | 1990 | 1999 | 2006 | 2013 |
| --------- | ---- | ---- | ----- | ----- | ---- | ---- | ---- | ---- | ---- | ---- | ---- | ---- | ---- | ---- | ---- | ---- |
| Einwohner | 860  | 834  | 1.266 | 1.019 | 770  | 734  | 676  | 567  | 564  | 534  | 527  | 433  | 466  | 446  | 507  | 503  |

## Sehenswürdigkeiten
- Kirche St-Martin (siehe auch: Liste der Monuments historiques in Villequiers)